# Robinsonia flavomarginata
Robinsonia flavomarginata là một loài bướm đêm thuộc phân họ Arctiinae, họ Erebidae.